# François Franchet d'Esperey
 (juin 2024).
Pour les autres membres de la famille, voir Franchet d'Esperey.
François Franchet d'Esperey (14 décembre 1778 à Lyon - 21 juin 1864 à Versailles) est un haut fonctionnaire français.

## Biographie
Il prend part à l'insurrection lyonnaise de 1793 sous Perrin de Précy, s'y engageant avec son père, et est blessé à la redoute de Perrache le 29 septembre.
Après la paix d'Amiens, il rentre à Lyon et devient inspecteur de l'octroi, avant de rentrer dans l'administration des droits réunis en 1805, où il devient premier commis.
Membre des chevaliers de la Foi et élu préfet de la Congrégation des Messieurs de Lyon en 1809, il est alors placé sous surveillance renforcée et est incarcéré à Sainte-Pélagie de 1811 à 1814 pour avoir propagé les brefs du pape Pie VII.
Nommé chef du personnel aux Postes en 1816, il passe directeur général de la police et conseiller d'État en 1821, sous le ministère Villèle. 
Après la révolution de juillet 1830, Charles X, en exil, le nomme son représentant à Berlin. La sœur de son épouse était l'épouse du général Hans von Luck, ce qui facilitera ses relations avec la Cour.
Gendre de Pierre Joseph de Sainte-Luce-Oudaille, il est le beau-père de Louis Edme de Montigny et le grand-père du maréchal Louis Franchet d'Espèrey.

## Pour approfondir